# 蒙特內哥羅共和國 (1992年—2006年)
蒙特內哥羅共和國在1992年至2006年間分別是南斯拉夫聯盟共和國及塞爾維亞與蒙特內哥羅下的一個政治實體；直到2006年蒙特內哥羅宣佈獨立，塞蒙正式解體為止。
南斯拉夫社會主義聯邦共和國解體後，剩餘的塞爾維亞及蒙特內哥羅乃決定放棄共產主義，確立民主體制，改組成南斯拉夫聯盟共和國；蒙特內哥羅就是南聯盟底下的一個政治實體，2003年又改為塞爾維亞與蒙特內哥羅，2006年蒙特內哥羅經公民投票確認，正式宣佈成為一個主權獨立國家。

## 历史

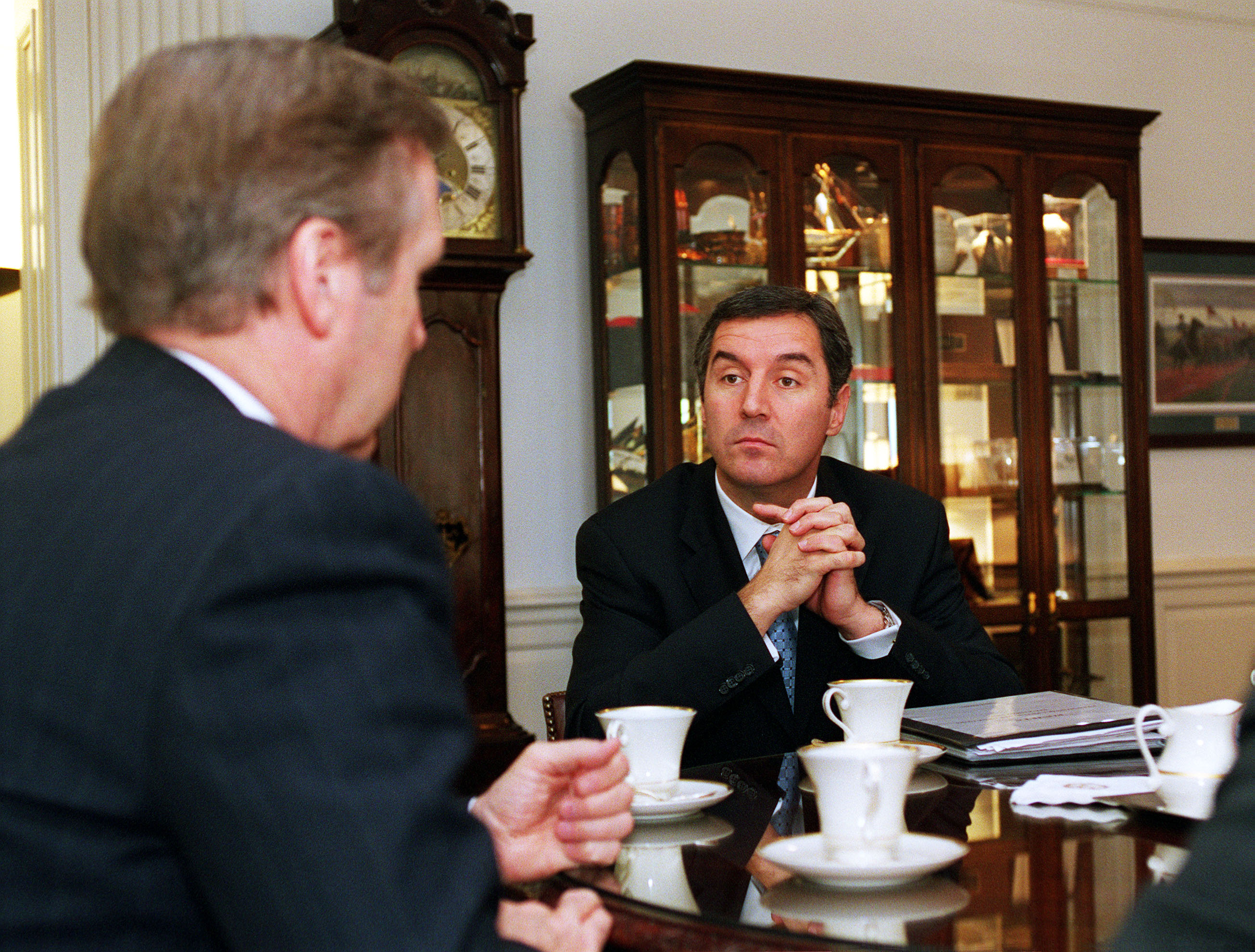
蒙特內哥羅總統米洛·久卡諾維奇 (右)，於1999年11月4日和美國國防部長威廉·柯恩在五角大廈內的會談

在南斯拉夫聯邦共和國的體制之下，蒙特內哥羅由前南斯拉夫共產黨員莫米爾·布拉托維奇所領導，他同時也是塞爾維亞總統斯洛博丹·米洛塞維奇的支持者，並曾在反官僚革命中支持米洛塞維奇。之後他們兩人便在各自的共和國中掌權。在南斯拉夫社會主義聯邦共和國存在的最後一年，布拉托維奇曾支持米洛塞維奇對共黨會議中「一員一票」制的要求，此舉致使塞爾維亞人在會議中擁有優勢，也造成南共與南斯拉夫社會主義聯邦共和國的先後瓦解。當義大利等國提議只要蒙特內哥羅脫離南斯拉夫就能加入歐洲共同體時，布拉托維奇就顯露出不願再與塞爾維亞共組聯盟的態度。然而他獨立的念頭在受到塞爾維亞的壓力後便隨之打消。1992年蒙特內哥羅在放棄共產體制改採民主制度後，布氏同意加入南斯拉夫聯盟共和國；同一年將首府名稱由原先的狄托格勒改為波德戈里察，翌年又將原先共產時期的國旗廢止，改採用另一面三色橫條旗。此旗與塞爾維亞的相似，但中間的藍色部分較淺，尺寸也比較長，以突顯出在共產時期，這兩個使用同一面旗的共和國之間的差異。
蒙特內哥羅繼續與塞爾維亞結為聯邦有許多重要性，第一，它沿續了南斯拉夫國家的法理地位，而且也能讓塞爾維亞不會成為一個內陸國，藉以保有它的海軍。其次，塞蒙聯邦的存在也讓塞爾維亞的民族主義者相信蒙特內哥羅人只是塞爾維亞人的一個亞群，而不會獨立成為一個民族。

## 独立
隨著時間的流逝，米洛塞維奇跋扈的態度使蒙特內哥羅人開始尋求獨立。1996年蒙特內哥羅開始採用德國馬克。1998年布拉托維奇卸任後，接任的久卡諾維奇便開始反米洛塞維奇，逐漸走上獨立之路。
2000年米洛塞維奇失勢後，蒙特內哥羅當局及國際社會就開始向塞爾維亞施壓，尋求取消南斯拉夫並將其改為一個鬆散的邦聯，此舉促使南斯拉夫的終結，並於2003年改為塞爾維亞與蒙特內哥羅。3年後的2006年蒙特內哥羅經公民投票正式成為主權獨立國家。